# Брезоваць-Жумберацький
Брезоваць-Жумберацький (хорв. Brezovac Žumberački) — населений пункт у Хорватії, у Загребській жупанії у складі міста Самобор.

## Населення
Населення за даними перепису 2011 року становило 23 осіб.
Динаміка чисельності населення поселення:

## Клімат
Середня річна температура становить 9,01 °C, середня максимальна – 22,20 °C, а середня мінімальна – -5,98 °C. Середня річна кількість опадів – 1187 мм.
| Клімат поселення                              | Клімат поселення | Клімат поселення | Клімат поселення | Клімат поселення | Клімат поселення | Клімат поселення | Клімат поселення | Клімат поселення | Клімат поселення | Клімат поселення | Клімат поселення | Клімат поселення | Клімат поселення |
| Показник                                      | Січ.             | Лют.             | Бер.             | Квіт.            | Трав.            | Черв.            | Лип.             | Серп.            | Вер.             | Жовт.            | Лист.            | Груд.            |                  |
| Середній максимум, °C                         | 5,74             | 6,78             | 10,46            | 14,29            | 19,08            | 22,20            | 21,42            | 20,96            | 17,32            | 12,46            | 7,14             | 3,80             |                  |
| Середня температура, °C                       | −0,12            | 0,92             | 4,60             | 8,43             | 13,22            | 16,34            | 18,34            | 17,90            | 14,25            | 9,39             | 4,06             | 0,74             |                  |
| Середній мінімум, °C                          | −5,98            | −4,94            | −1,25            | 2,58             | 7,37             | 10,50            | 15,28            | 14,83            | 11,18            | 6,33             | 1,00             | −2,33            |                  |
| Норма опадів, мм                              | 58               | 65               | 83               | 97               | 100              | 129              | 109              | 114              | 114              | 113              | 116              | 89               |                  |
| Середньомісячна швидкість вітру, м/с          | 1.78             | 1.89             | 2.24             | 2.19             | 2.09             | 1.86             | 1.78             | 1.70             | 1.65             | 1.78             | 1.89             | 1.86             |                  |
| Середньомісячна сонячна радіація, кДж/м²·день | 4243             | 6922             | 10399            | 14628            | 18610            | 20302            | 21352            | 18311            | 13679            | 8734             | 4684             | 3472             |                  |
| --------------------------------------------- | ---------------- | ---------------- | ---------------- | ---------------- | ---------------- | ---------------- | ---------------- | ---------------- | ---------------- | ---------------- | ---------------- | ---------------- | ---------------- |
| Джерело:                                      |                  |                  |                  |                  |                  |                  |                  |                  |                  |                  |                  |                  |                  |